# Laüs
Der Laüs ist ein Fluss in Frankreich, der im Département Gers in der Region Okzitanien verläuft. Er entspringt im Gemeindegebiet von Laguian-Mazous und entwässert generell Richtung Nordnordwest. Bei Marciac erreicht er das Tal des Bouès, fließt jedoch etwa 4,5 Kilometer in geringem Abstand parallel dazu weiter und mündet erst nach rund 21 Kilometern im Gemeindegebiet von Juillac als linker Nebenfluss in den Bouès.

## Orte am Fluss
(Reihenfolge in Fließrichtung)
- Blousson-Sérian
- Ricourt
- Marciac
- Juillac